# Kremiće
Kremiće (cyr. Кремиће) – wieś w Serbii, w okręgu raskim, w gminie Raška. W 2011 roku liczyła 28 mieszkańców.